# Premio Asociación de Editores de Poesía
El Premio de la Asociación de editores de poesía fue creado en 2007. Se concede en dos modalidades mejor libro del año.
El Jurado está compuesto por 8 miembros formado por editores y poetas y carece de dotación económica.

## Premiados por años
- 2008: MODALIDAD MEJOR OBRA DE POESÍA DE HABLA HISPANA: “Atreverse al mar” de Ana Ares de Ediciones Vitruvio MODALIDAD MEJOR OBRA DE HABLA NO HISPANA: “Los Angeles Tiepolo practican Surf. Antología de la poesía Australiana Actual”, de Calima Ediciones
- 2009: MODALIDAD MEJOR OBRA DE POESÍA DE HABLA HISPANA: “Tratado de las cosas sin nombre” de Juan Planas.  Calima Ediciones
- 2010: MODALIDAD MEJOR OBRA DE POESÍA DE HABLA HISPANA: “El reino blanco” de Luis Alberto de Cuenca de Editorial Visor Libros MODALIDAD MEJOR OBRA DE HABLA NO HISPANA: “Ladrar a la luna” de Najim Mouhsin, de Editorial Poesía eres tú.
- 2011: MODALIDAD MEJOR OBRA DE POESÍA DE HABLA HISPANA: “Escrito de la zona oscura” de José Elgarresta de Ediciones Vitruvio
- 2012: MODALIDAD MEJOR OBRA DE POESÍA DE HABLA HISPANA: “Conversaciones con mi animal de compañía” de Francisca Aguirre de Ediciones Rilke
- 2013: MODALIDAD MEJOR OBRA DE POESÍA DE HABLA HISPANA: “Dados de luna” de Blanca Uriarte de Ediciones Rilke
- 2014: MODALIDAD MEJOR OBRA DE POESÍA DE HABLA HISPANA: “Rocío para Drácula” de Fernando López Guisado de Ediciones Vitruvio
- 2015: MODALIDAD MEJOR OBRA DE POESÍA DE HABLA HISPANA: “El sueño de la vida” de Manuel Juliá de Ediciones Hiperión